# غضب

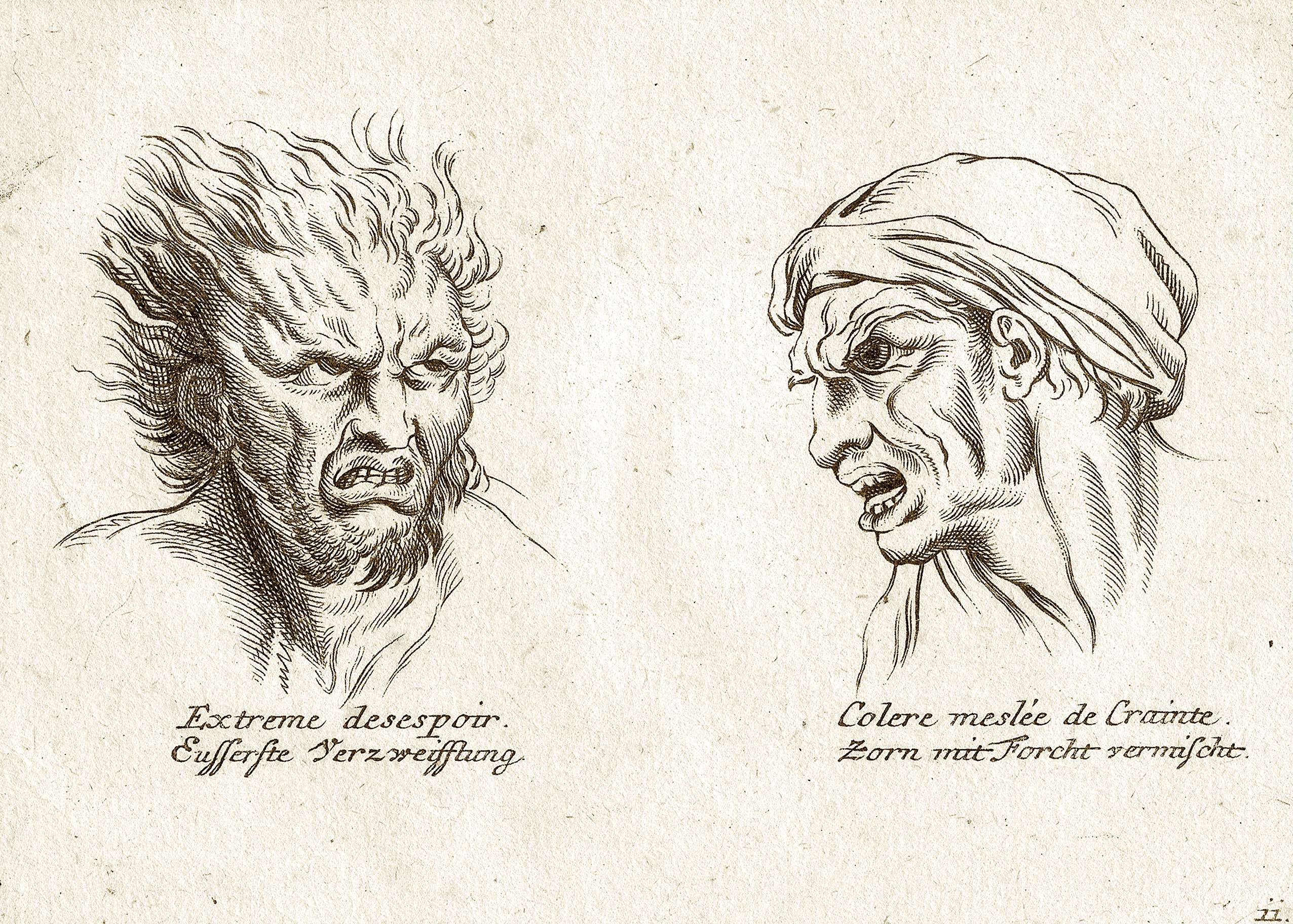
رسوم لأحد الرسامين تُظهر نوعين من المشاعر المصحوبة بإنفعالات مختلفة، الرسم التوضيحي الأيمن يُظهر مشاعر الغضب الممزوجة بالخوف

الغضب هو انفعال وقيل هو تغير يحصل عند غليان دم القلب؛ ليحصل عنه التشفي للصدر. ويشمل التاثير الجسدي للغضب زيادة في معدل ضربات القلب وضغط الدم، ومستويات الادرينالين والنورادرينالين. بعضهم وضح الغضب كجزء من شجار أو حركة استجابة سريعة من المخ لتهديد محتمل من الضرر. ويصبح الغضب الشعور السائد سلوكيًا، ذهنيًا، وفسيولوجيًا عندما يأخذ الشخص الإختيار الواعي لإتخاذ إجراءات على الفور من شأنها وقف السلوك التهديدي من قوة أخرى خارجية. المصطلح الإنكليزي الأصل يأتي من مصطلح أنجر من اللغةالنورسية القديمة. يمكن أن يؤدي الغضب إلى أشياء كثيرة جسديًا وعقليًا.
التعبير الخارجى عن الغضب يمكن العثور عليه في تعبيرات الوجه، ولغة الجسد، والإستجابات الفسيولوجية، وأحيانًا في الأفعال العامة من الإعتداء. البشر والحيوانات غير البشرية على سبيل المثال تصنع أصوات عالية، محاولة جعل شكلها الخارجي أكبر، تكشف عن أسنانها، وتحدق بأعينها. والغضب هو النمط السلوكي الذي يهدف إلى تحذير المعتدين لوقف سلوكهم التهديدي. نادرًا ما تحدث المشاجرة البدنية بدون التعبير المسبق عن الغضب على الأقل من واحد من المشاركين. في حين أن معظم الذين إختبروا إحساس الغضب قد فسروا إستثارتهم على أنها «نتيجة ما حدث لهم». علماء النفس يشيرون إلى أن الشخص الغاضب ممكن أن يكون مخطئ جداً حيث أن الغضب يتسبب في فقدان القدرة على مراقبة وضبط النفس والقدرة على الملاحظة الموضوعية.
يرى علماء النفس الحديث الغضب على أنه إحساس أولي، وطبيعي، وناضج مارسه كل البشر في بعض الأوقات وعلى أنه شيئًا له قيمة وظيفية من أجل البقاء على قيد الحياة. الغضب يمكنه تعبئة الموارد النفسية لإتخاذ أفعال تصحيحية. والغضب غير المتحكم فيه يمكنه أن يؤثر على الصلاح النفسي والاجتماعي. في حين أن العديد من الفلاسفة والكتّاب قد حَذّروا من نوبات الغضب التلقائية والغير محكومة، وقد كان هناك خلاف على القيمة الجوهرية للغضب. والتعامل مع الغضب قد تم تناوله في كتابات الفلاسفة الأولى حتى العصور الحديثة. علم النفس الحديث، على النقيض من الكتّاب السابقين، قد أشار أيضا إلى الآثار الضارة المحتملة لقمع الغضب. والمبالغة في الغضب يمكن أن تستخدم كإستراتيجية للتلاعب من أجل التأثير على المجتمع.

## علم النفس
الغضب ينظر إليه على أنه شكل من أشكال رد الفعل والاستجابة التي تطورت لتمكن الناس من التعامل مع التهديدات. ثلاثة أنواع من الغضب متعارف عليها من قبل علماء النفس: النموذج الأول من الغضب، والمسمى «الغضب السريع والمفاجئ» من قبل جوزيف بتلر، الأسقف الإنجليزى من القرن الثامن عشر، وهذا النوع متصلا بباعث للحفاظ على النفس.و هو مشترك بين البشر والحيوانات غير البشرية، ويحدث عندما تعذب أو تحبس. والنوع الثاني من الغضب الذي يدعى «المتأن والمتعمد» والغضب هو رد فعل على تصور الضرر المتعمد أو المعاملة غير العادلة من قبل الآخرين. هذين الشكلين من أشكال الغضب هم أشكال عرضية.و النوع الثالث من الغضب هو نوع ترتيبي هو مرتبط أكثر بالمميزات الشخصية أكثر من الغرائز أو الإدراك. وأما التهيج، والعبوس والفظاظة هم أمثلة على آخر شكل من الغضب.
الغضب يمكن أن يعبئ الموارد النفسية ويعزز المصير النفسي نحو تصحيح السلوكيات الخاطئة، إأتاحة العدالة الاجتماعية، والاتصالات، من المشاعر السلبية، والانتصاف من المظالم. كما يمكن أن تسهل الصبر. من ناحية أخرى، يمكن أن يكون الغضب مدمر عندما لا يجد متنفسه المناسب في التعبير. والغضب، في شكله القوي، يضعف من قدرة الفرد على معالجة المعلومات وممارسة السيطرة المعرفية على سلوكهم. الشخص الغاضب قد يفقد حالته أو حالتها الموضوعية، والتعاطف، وحسن التدبير والتفكير، ويمكن أن يسبب ضررا للآخرين. هناك تمييز واضح بين الغضب والعدوان (اللفظي أو الجسدي، المباشر أو غير المباشر) على الرغم من أنها متبادلة التأثير على بعضها البعض. في حين أن الغضب يمكنه تنشيط العدوان أو زيادة احتمالاته أو شدتة، وأنه ليس من الضروري ولا شرطا كافيا للعدوان.

### التأثير الفيسيولوجي

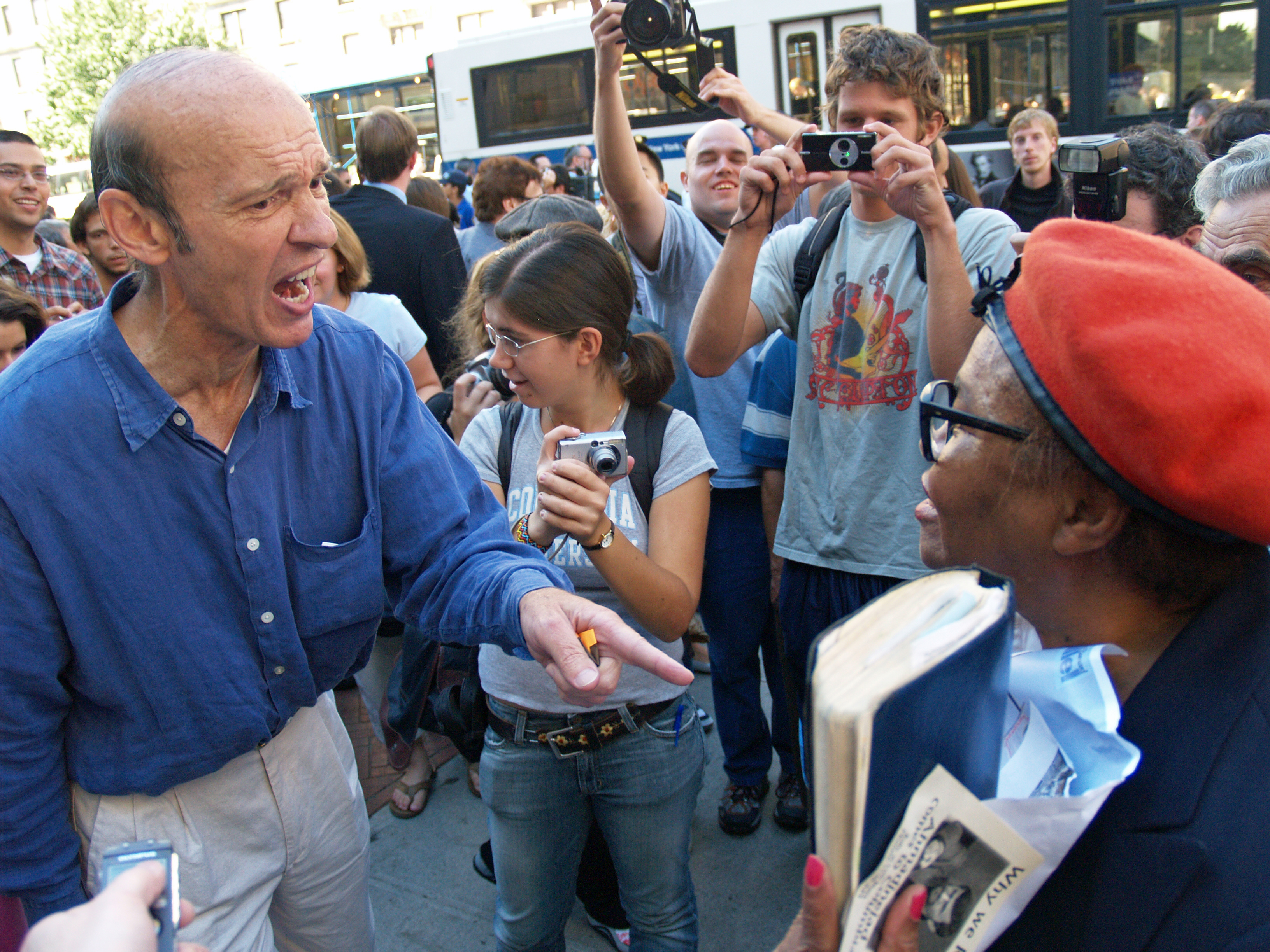
شخصين يتجادلان حول وجود الله. أصبح كل من المتظاهرين الغاضبين والعدوانية، كما يتضح من لغة الجسد وتعابير الوجه. للاستماع إلى تبادل غاضب، والاستماع إلى صوت أدناه.

التعبير الخارجي عن الغضب يمكن أن يظهر في تعبيرات الوجه، (لغة الجسد)، الإستجابات الفسيولوجية، وفي بعض الأوقات على شكل أعمال عنف. تعبير الوجه ولغة الجسد هي كما يلي:
عضلات الوجه والهيكل العضلى تتأثران بشدة بالغضب. ويصبح الوجة محتقن، وعضلات الجبين تتحرك إلى الداخل وإلى أسفل، محددة تحديقة قوية إلى الهدف. وفتحتي الأنف تنفرش باستدارة والفك يميل إلى الزم أو الكز. و هذا هو نمط من التعبيرات الفطرية التي يمكن ملاحظتها في الأطفال الصغار. والتوتر في عضلات الهيكل العضلى، بما فيها رفع حظر الأسلحة، واعتماد وضعية ضبط، وهي إجراءات تحضيرية للهجوم والدفاع. والتوتر العضلي يوفر احساسا بالقوة والثقة بالنفس. والدافع إلى الضرب يصاحبه هذا الشعور الذاتي بالقوة. 
الاستجابات الفسيولوجية للغضب تشمل زيادة في معدل ضربات القلب، التي تعد الشخص للتحرك، وزيادة في تدفق الدم إلى اليدين، التي تعدهم للضرب. نسبة التعرق تزداد (لا سيما عندما يكون الغضب شديد). وهناك كناية شائعة عن الغضب في مجال الفسيولوجي وهي سائل ساخن في وعاء. وفقا ل نوفاكو، "الإستثارة الارادية هي أساسا من خلال النشاط هرمونات الغدة الفوق كلوية وهرمونات قشرة الغدة الفوق كلوية.افراز الغدة الكظرية ل الكاتيكول أمبن وابينيفرين ونور- ابينيفرين وافراز قشرة الغدة الكظرية لجلوكوكورتيكويدز (الكورتيزون) التي تجهز رد فعل ل الجهاز السيمباثاوىو الذي بدوره يحرك الجسم لرد فعل سريع (مثال. انبعاث الجلوكوز، يخزن في الكبد والعضلات غلى شكل جليكوجين)  و في الغضب، وتفعيل الكاتيكولامينات وبقوة أكبر من افراز الادرينالين (على عكس الحال بالنسبة لما يجري في حالة الخوف). آثار القشركظرية، والتي لها تأثير أطول في المدة عن درينوميدالارى والتي تعمل عن طريق إفرازات الغدة النخامية والتي أيضا تؤثر على معدلات الهرمون الذكرى تستستيرون.الغدة النخامية والغدة النخامية، القشركظرية يعتقد أن لهم تأثير على الاستعداد للغضب أو زيادة الاستجابة للغضب.
علم الأعصاب قد بين أن المشاعر التي تولدها تركيبات متعددة في المخ. وأن المعالجة السريعة والادنى والتقيمية لأهمية المشاعر الخاصة بالمعطيات الحسية تتم عندما تمر من خلال الأميجدالا(جزء من الكتل العصبية في الفص الصدغى من المخ)في رحلتها من الأعضاء الحسية من خلالمسارات العصبية متجهة إلى الفص الأمامى الطرفى من المخ. والإنفعالات تنتج عن تمييز خصائص المحفز، والأفكار، أو الذكريات ولكن يحدث هذا عندما يتم تناقل معلوماتها من الثالامس إلى القشرة المخية. استنادا إلى بعض التحليل الإحصائي، اقترح بعض العلماء أن الميل إلى الغضب قد يكون وراثي. التمييز بين العوامل الوراثية والعوامل البيئية يتطلب مزيدا من البحث والقياس الفعلي لجينات محددة والظروف البيئية.

### الأسباب
عادة، أولئك الذين يعانون من الغضب يعللون الاستثارة بأنها نتيجة ل "ما حدث لهم" وفي معظم الحالات، فان الاستفزازات الموصوفة قد حدثت مباشرة قبل تجربة الغضب. مثل هذه التفسيرات تؤكد الوهم بأن الغضب له أسباب منفصلة خارجية. الشخص الغاضب عادة ما يجد سبب غضبه متعمد وشخصي ومتحكم فيه سلوك الشخص الآخر. وهذا الشرح، على كل حال، يقوم على حدس الشخص الغاضب الذي تعرض لفقد القدرة على مراقبة وضبط النفس والملاحظة الموضوعية كنتيجة لمشاعره.و الغضب يمكن أن يكون متعدد الأسباب، والبعض منها قد تكون بعيدة الأحداث، ولكن الناس قلما تجد أكثر من سبب واحد لغضبهم. ووفقا ل نوفاكو، فان " تجارب الغضب هي جزء لا يتجزأ أو متداخلة في إطار السياق الزماني البيئي. والاضطرابات التي قد لا تكون ساهمت في حدوث الغضب في البداية فهى تترك بقايا لا يتم الاعتراف بها بسهولة كخلفية متباطئة للبؤر الاستفزازية. وفقا لموسوعة بريتانيكا، العدوى الداخلية يمكن أن تسبب الألم وهذا بدوره يمكنه تنشيط الغضب.

## منظورات فلسفية

### العصور القديمة
وقد وصف الفلاسفة اليونانيين القدماء، وعلقوا على الغضب الجامح، وخصوصا تجاه العبيد، في مجتمعهم عموما وأظهروا موقفا عدائيا تجاه الغضب.  جالينوس وسينيكا أعتبروا الغضب نوعا من الجنون. وقد رفضوا جميعهم النوبات العفوية من الغضب الجامح، ووافقوا على كل من قيمة وإمكانية السيطرة على الغضب. ولكن كانت هناك خلافات حول قيمة الغضب. وبالنسبة لسينيكا، فأن الغضب كان «لا طائل منه حتى للحرب». وقد أعتقد سينيكا بأن الجيش الإنضباطى الروماني كان دائما قادر على الفوز على الألمان، الذين كانوا معروفين بغضبهم. وقد جادل بشأن أنه «. في المسابقات الرياضية، من الخطأ أن تغضب».
ومن الناحية الأخرى، فان أرسطو قد أرجع بعض القيم إلى الغضب التي نشأت من الإحساس بالظلم لأنها مفيدة لمنع الظلم. وعلاوة على ذلك، فقد ذكر أرسطو أن نقيض الغضب هو نوع من عدم الإحساس، والفرق في سرعة تأثر الناس كان ينظر اله عموما كنتيجة المزج المختلف في الصفات وقابلية التكيف للاشخاص.و قد رأى سينيكا أن " الأشخاص أصحاب الشعر الأحمر والوجه الأحمر هم حادوا الطباع بسبب المزاج الحار والجاف. والفلاسفة القدماء لم يشيروا إلى غضب المرأة أبدا، ووفقا لسيمون كيمب وك. سترونجمان ربما لأن أعمالهم لم تكن مخصصة للنساء. والبعض منهم قد ناقشه، مثل سينيكا، والذي اعتبر أن النساء أكثر عرضة للغضب من الرجال.

### العصور الوسطى

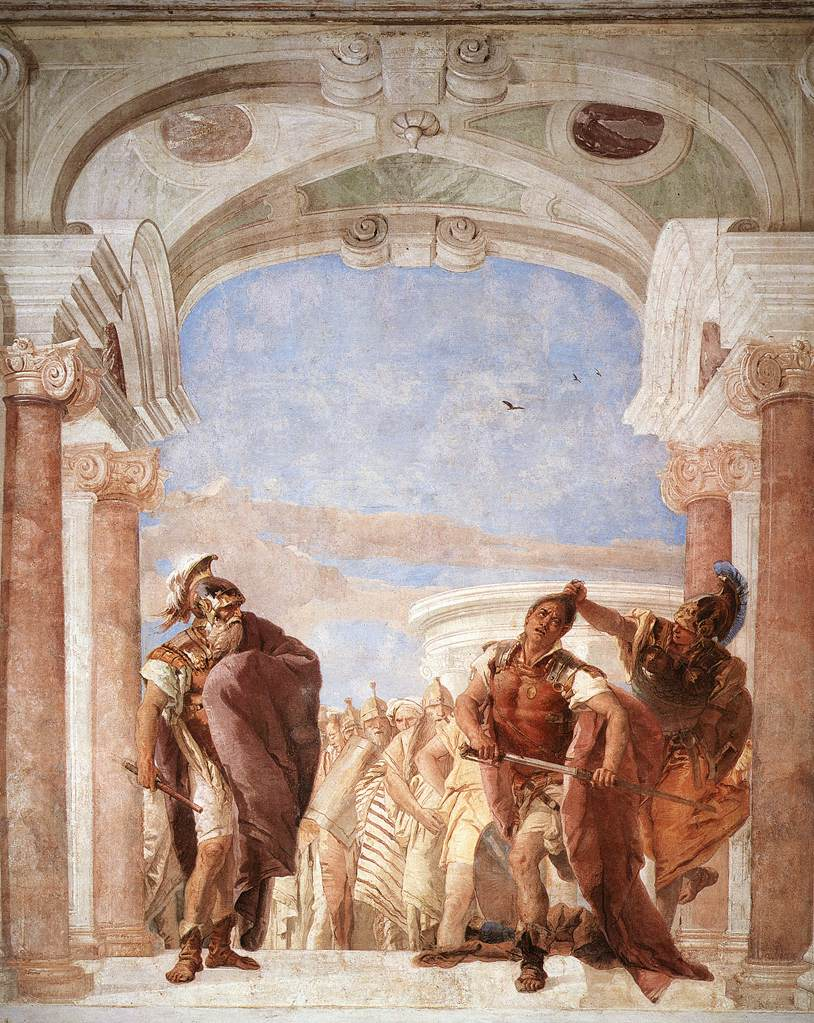
والغضب من أخيل، من قبل جيوفاني باتيستا تيبولو يصور البطل اليوناني مهاجمة أجاممنون.

خلال الفترة الممتدة من الإمبراطورية الرومانية والعصور الوسطى، فقد اجتهد الفلاسفة على وضع المفهوم الحالي للغضب، وكثير منهم لم يقدم مساهمات كبيرة لهذا المفهوم. على سبيل المثال، العديد من الفلاسفة في العصور الوسطى مثل ابن سينا (ابن سينا)، وروجر بيكون وتوماس أكويناس قد أتفقوا مع الفلاسفة القدماء على أن الحيوانات لا يمكن أن تغضب. ومن ناحية أخرى، فان الغزالي (المعروف أيضا باسم "Algazel" في أوروبا)، والذي غالبا ما لا يتفق مع أرسطو وابن سينا حول العديد من القضايا، قد جادل بأن الحيوانات تمتلك مشاعر الغضب باعتبارها واحدة من ثلاث «قوى» في ال قلب الخاص بهم («قلب»)، والنوعين الآخرين من القوى هم الشهية والاندفاع. وقد رأى أيضا أنإرادة الحيوان «مشروطة بالغضب والشهية» على النقيض من الأرادة البشرية التي هي «مشروطة من جانب العقل». وكان الاعتقاد السائد في العصور الوسطى أن تلك المعرضين للغضب يمتلكوا فائضا من العصارة المرارية الصفراء أو كولر (ومن هنا جاءت كلمة «كوليريك») بمعنى غضوب. و هذا الاعتقاد متعلق باعتقاد سينيكا بأن«أحمر الشعر وأحمر الوجه هم أناس لديهم طباع حادة بسبب المزاجات الحارة والجافة المفرطة».

### العصور الحديثة
المفهوم الحديث للغضب لم يتم تطويره بصورة كبيرة عن مفهوم أرسطو.أيمانويل كانت يرفض الانتقام لكونه اثم لأنه يتجاوز الدفاع عن كرامة الفرد وفي الوقت نفسه رفض عدم الاكتراث ل الظلم الاجتماعي باعتباره علامة على نقص "الرجولة". وبخصوص هذا الأخير، يرى ديفيد هيوم أنه لأن "الغضب والكراهية هم عواطف غريزية في التركيب والتكوين الخاص بنا، فإن نقصهم أحيانا يكون دليل ضعف وحماقة. وهناك اثنين من الاختلافات الرئيسية بين المفهوم الحديث والقديم للغضب يمكن استبيانهم، واحد منهم هو أن الفلاسفة الأوائل لم يكونوا مهتمين بالآثار الجانبية ل كبت الغضب: والآخر هو أن، حديثا، الدراسات عن الغضب تتخذ مسألة الاختلافات بين الجنسين في الاعتبار.و هذا المفهوم الأخير لا يبدو أنه قد أقلق الفلاسفة الأوائل كثيرا.
عالم النفس الأمريكي ألبرت إليس قد اقترح ان الغضب، الثورة، وفورة الغضب لهم جذور في المعاني الفلسفية والافتراضات التي من خلالها يفسر البشر الاعتداءات. ووفقا لإليس، فان هذه المشاعر غالبا ما تكون مرتبطة ومتصلة بميل البشر لتأييد الحقيقة المطلقة وانتقاض وادانة إنسانية الشعوب الأخرى عندما يتم الاعتداء على مجالهم وقواعدهم الشخصية.

## المنظورات الدينية

### الإسلام
القرآن، النص الديني الرئيسى في الإسلام، ذكر الغضب عند الأنبياء والمؤمنين وأعداء النبي محمد صلى الله عليه وسلم. وهو يذكر غضب موسى ضد شعبه لعبادتهم العجل الذهبي، وغضب الله من يونس وماكان إدراكه لخطأه في نهاية المطاف إلا سببا في التوبة عنه . كما أزال الله الغضب من قلوب المؤمنين، وجعلهم رحماء بينهم بعد انتهاء القتال ضد أعداء الإسلام. وفي العموم فان كظم الغضب هو فضيلة تستحق الثناء كما أسندت لقول محمد(صلى الله عليه وسلم), «ليس الشديد بالصرعة ولكن الشديد من يملك نفسه عند الغضب».
وفي القرآن حث على كظم الغيظ، وفي الأحاديث على ال‍حلم وهو نقيض الغضب والظلم. وفي الصحيح إنما الشديد الذي يملك نفسه عند الغضب. وروي أن رسول الله غضب لأشياء وفهم الغضب المنهي عنه من غيره يلزمه تأمل.

### المسيحية

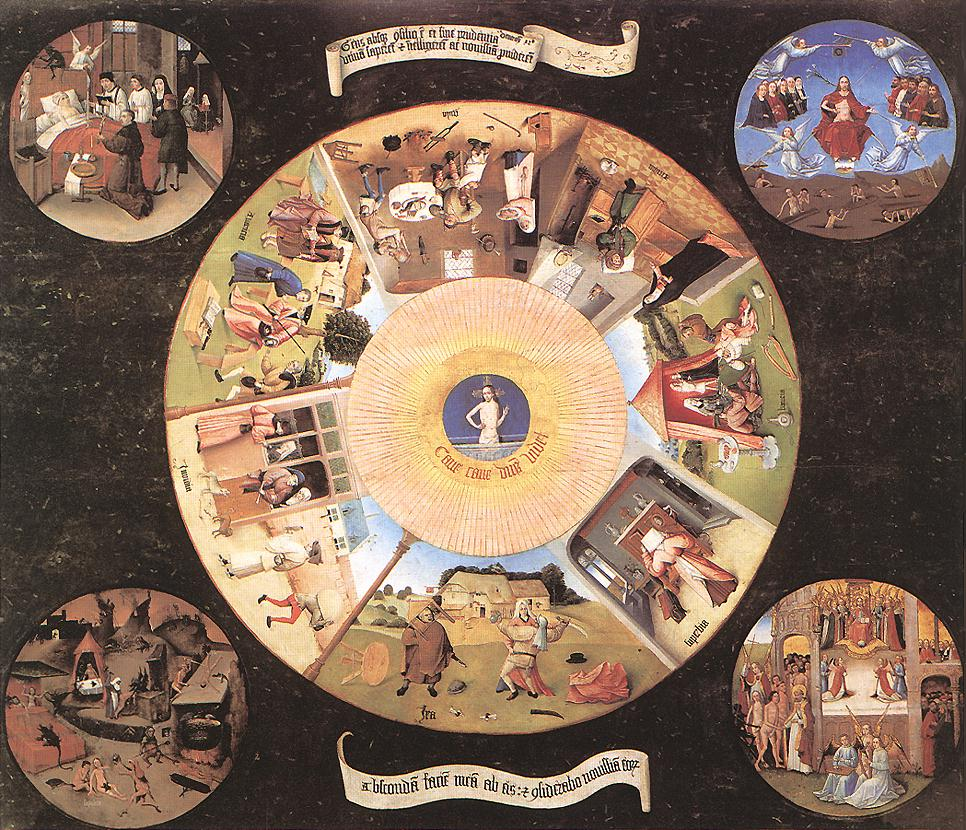
سبع خطايا مميتة وأربعة أمور الماضي، من قبل هيرونيموس بوش (1485). «الغضب» هو مبين في الجزء السفلي في سلسلة من الصور التعميم. أسفل الصورة هي لاتينية نقش كهف الكهوف الإلة Videt («حذار، حذار، والله هو مشاهدة»)

الغضب في المسيحية هو بمثابة واحدة من الخطايا السبع المميتة. رغم أنها تقول في Eph.4: 26 «كن أنت غاضبا ولست خاطئا». في حين أن المسيحية في العصور الوسطى قد شجبت بقوة الغضب على أنه واحدة من الخطايا السبع الأساسية أو الخطايا المميتة، وبعض الكتاب المسيحيين في بعض الأحيان قد اعتبروا الغضب الناجم عن الظلم كامتلاك بعض القيم. القديس باسيليوس ينظر للغضب على أنه «جنون مؤقت يستحق الأنكار.» وجوزيف ف. ديلاني في الموسوعة الكاثوليكية (1914) يعرف الغضب بأنه «رغبة الانتقام» وتنص على أن الانتقام المعقول والشغف هم شيء أخلاقى وجدير بالثناء. والانتقام هوشيئ أثيم عندما يتجاوز حدوده، وفي هذه الحالة يصبح معارض للعدالة والإحسان. على سبيل المثال، «الانتقام عند شخص لا يستحقه، أو إلى حد أكبر مما كان يستحقه، أو في التخلص من القانون، أو من دافعا غير لائق» كلهم آثمين. الانتقام العنيف من دون مبرر يعتبر خطيئة طفيف الا إذا ما لم تتعارض مع محبة الله، أو مع جار أحد.

### الهندوسية
في الديانة الهندوسية، فان الغضب يتساوى مع الحزن بوصفه شكلا من أشكال الرغبة الغير المتبادلة (طرف واحد). الغرض من الغضب ينظر إليه على أنه يشكل عائقا لإرضاء رغبات الشخص الغاضب. والا إذا كان أحد يعتقد أن أحدا أفضل منه، فان النتيجة هي الحزن. والغضب يعتبر محملا بقوة شيطانية أكثر من الرغبة. في البهاغافاد غيتا كريشنا يتعلق الجشع، والغضب، والشهوة مما يؤدي إلى الجحيم.

### البوذية.
الغضب في البوذية يعرف هنا على النحو التالي: «عدم القدرة على تحمل الشيء، أو نية إلحاق الضرر بالشيء.» والغضب يمكن رؤيته على شكل كره مع مبالغة أقوى، ويتم سرده بوصفه واحدا من العوائق الخمس. الرهبان البوذيين، مثل الدالاي لاما، الزعيم الروحي لسكان التبت في المنفى، أحيانا يغضب. ومع ذلك، هناك فرق: في أغلب الأحيان يكون الشخص الروحي على بينة من العاطفة والطريقة التي يمكن التعامل معها. وبالتالي، ردا على السؤال: "هل هناك أي غضب مقبولا في البوذية؟ الدالاي لاما أجاب: 
"البوذية في العام تعلم ان الغضب هو العاطفة المدمرة وعلى الرغم من ذلك فان الغضب قد يكون له بعض الآثار الإيجابية من حيث البقاء على قيد الحياة أو الغضب الأخلاقي، أنا لا أقبل أن الغضب من أي نوع يعتبر عاطفة فاضلة ولا العدوان كما السلوك البناء. وغوتاما بوذا قد علمنا أن هناك ثلاثة kleshas الأساسية في جذور samsara (عبودية، والوهم) والحلقة الآثمة من البعث.و هؤلاء هم الجشع، والكراهية، والوهم و-- أيضا مترجمة إلى العلاقة، الغضب، والجهل. فهم يجلبوا لنا البلبلة والبؤس بدلا من السلام والسعادة وتحقيق الذات. وهو في مصلحتنا الذاتية أن ننقيهم ونحولهم. 

 الباحث البوذي والكاتب جيش كيلسانغ غياتسو قد أوضح أيضا أن تعليم بوذا عن الإلزام الروحي لتحديد الغضب والتغلب عليه من خلال تحويل الصعوبات: 

وعندما تسوء الأمور في حياتنا ونواجه ظروفا صعبة، فاننا نميل إلى اعتبار أن الظرف نفسه هو مشكلتنا، ولكن في الواقع أيا كانت المشاكل التي نعاني منها تأتي من ناحية العقل. وإذا استجبنا للحالات الصعبة بذهن إيجابي ومسالم فلن تكون وقتها مشكلة بالنسبة لنا. وفي النهاية، قد نستطيع حتى النظر إليهم باعتبارهم تحديات أو فرص للنمو والتنمية. والمشاكل تنشأ فقط إذا استجبنا للصعوبات بحالة سلبية من التفكير.ولذلك إذا أردنا أن نكون بلا مشاكل، فيجب علينا أن نغير أذهاننا.

### اليهودية
في اليهودية، فان الغضب على مرأى هو من الأخطاء المقدسة. وإذا اشتعل الغضب إلى شغف، فسوف يصبح مساعد على الفتنة.و وفقا للكتاب المقدس العبري: «وقال أنه بطيء الغضب فهو ذو تفاهم كبير، ولكن هذا المتسرع في الغضب [AV» روح «] فهو ذو حماقة عظيمة.و الرجل المحتدم غضبا يثير الفتنة: والذي هو بطيء الغضب يهدئ الفتنة.و الذي هو بطيء الغضب خير من الجبار.و لا يمكنك التسرع في روحك الخاصة بجعلها غاضبة؛ لأن الغضب ارتمى في حضن الجهال.» في سفر التكوين، فان جاكوب قد أدان الغضب الذي نشأ بين أبنائه سيمون وليفي: «ملعون هو غضبهم، لأنه كان عنيفا، وسخطهم، لأنه كان قاسيا».

## الله أو الآلهة

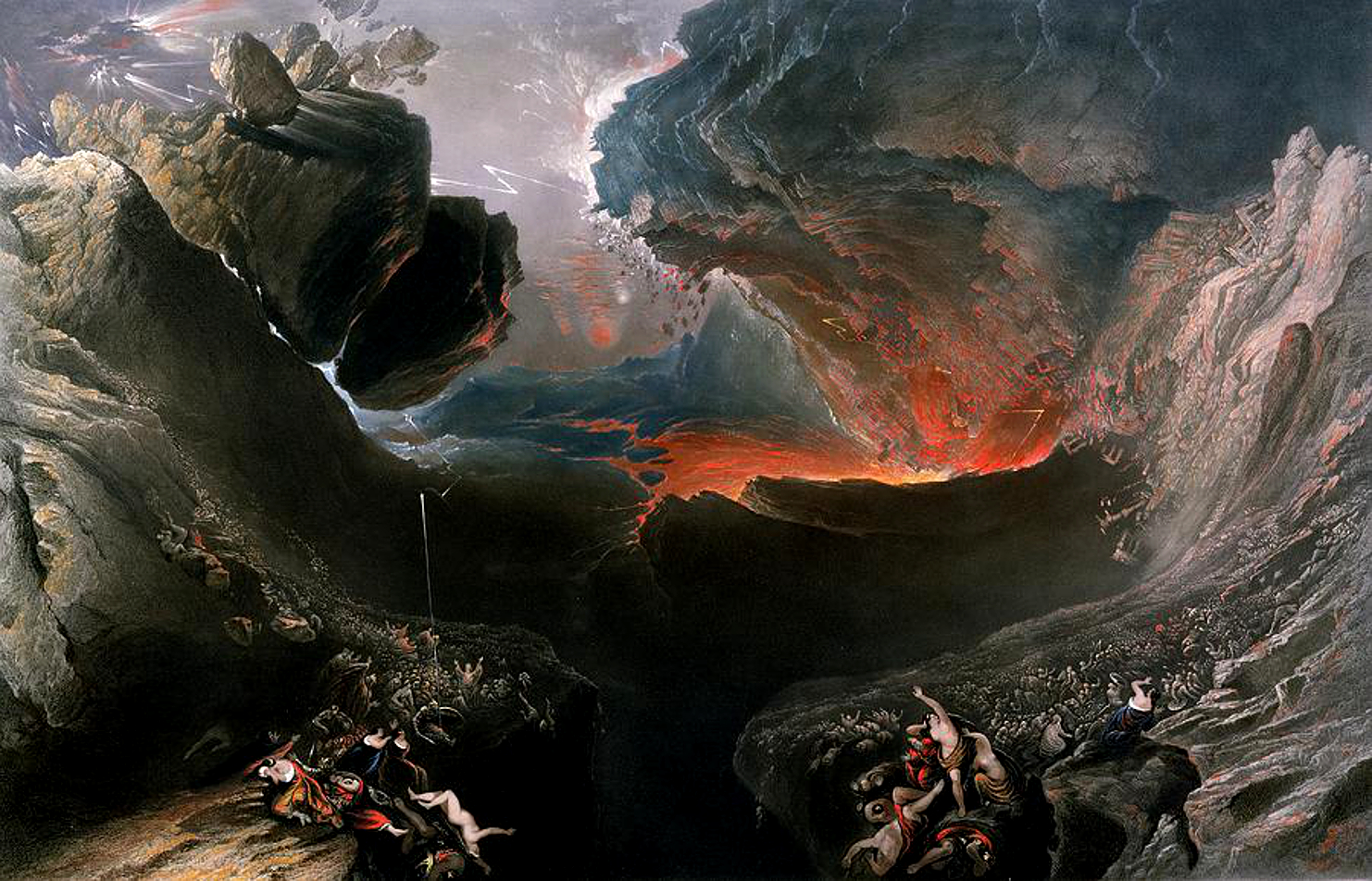
اليوم العظمى من غضبه، بقلم جون مارتين (1789-1854).

في العديد من الأديان، فان الغضب أحيانا ما ينسب إلى الله.الناس البدائية اعتقدت أن الآلهة معرضة للغضب وتنتقم في تأويل مجسم. الكتاب المقدس العبرى يقول إن معارضة إرادة الله سوف تؤدى إلى غضب الرب. والكتاب العبرى المقدس يوضح ما يلي:
 الإله هو ليس فكرة مجردة، ولا هو تصور بوصفه حيادى إزاء تصرفات الإنسان، وبطبيعته النقية والنبيلة فهو يمقت بحماس أي شيء خطأ وغير نقى قي العالم الأخلاقى: "يا رب، يا إلهي، منجم القدوس. أنت الفن في عيون نقية جدا لدرجة لا ترى الشر، وcanst لا تبدو على الظلم.
 المسيحيين أيضا اشتركوا في قداسة الله وغضبه في رؤية الشر. وهذا الغضب، الذي يحملونه لا يتعارض مع محبة الله. وهم يعتقدون أيضا ان غضب الله يأتي لأولئك الذين لا يؤمنون بيسوع.
وفي الإسلام، فان تفوق غضبه أو تأخذ الأسبقية على ذلك. وبناء على تلك الخصائص للذين سيسقط عليهم غضب الله هي كما يلي: أولئك الذين لا يؤمنون بالله؛ وينكرون آياته؛ ويشكون في البعث وحقيقة يوم القيامة؛ ودعوة محمد(صلى الله عليه وسلم) بالساحر، المجنون أو الشاعر؛ أو فعل أشياء مؤذية، والوقاحة، وعدم الاعتناء بالفقراء و (لا سيما اليتامى)؛ والعيشة المترفة أو تكديس الثروات؛ واضطهاد المؤمنين أو منعهم من الصلاة؛.

## إستراتيجيات المواجهة

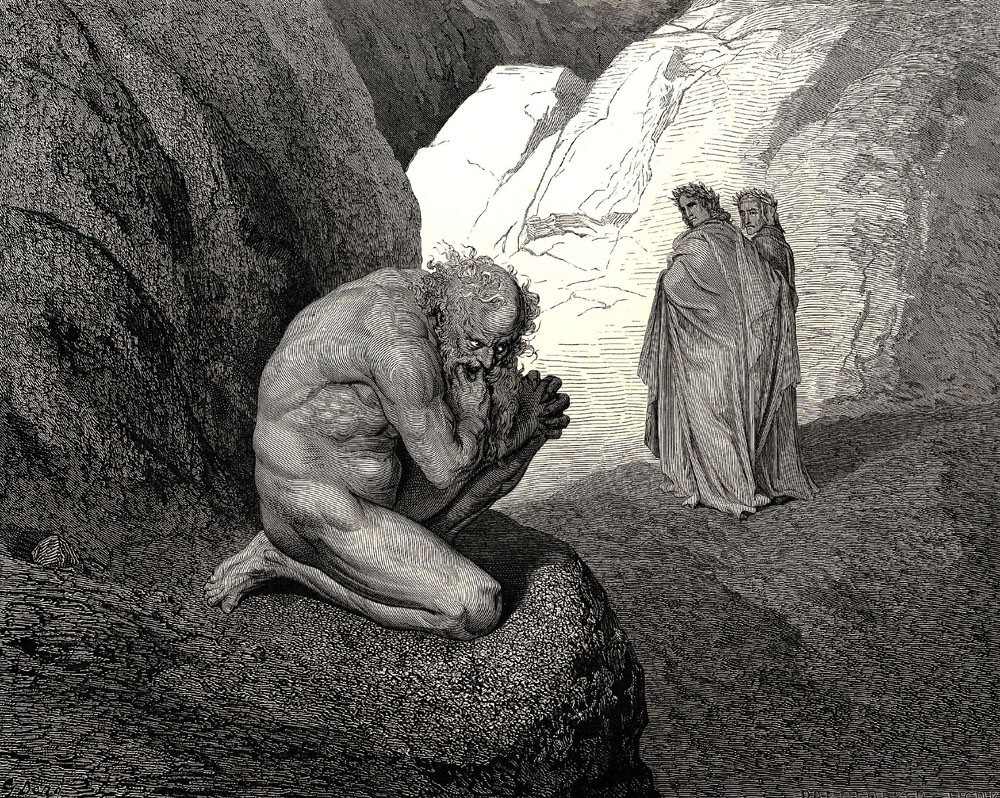
جحيم، 7 كانتو، وخطوط 8-9: "ملعون الذئب

ووفقا ليلاند ر. بومون، فان كل حالة غضب تتطلب عمل اختيار. ويمكن للشخص أن يستجيب مع الفعل العدائي، بما في ذلك العنف الصريح، أو يستجيب مع عدم الحركة العدائي، مثل الانسحاب أو التجنب. وتشمل الخيارات الأخرى بدء صراع الهيمنة؛ بانزال الاستياء، أو العمل من أجل فهم أفضل وبطريقة بناءة لحل القضية

### الفلاسفة القدماء
تناول سينيكا مسألة السيطرة على الغضب في ثلاثة أجزاء: 1. كيفية تجنب أن تصبح غاضبا في المقام الأول 2. كيف يتم وقف كونك غاضبا و3. كيفية التعامل مع الغضب في المواقف أخرى. وقد اقترح سينيكا، أنه من أجل تفادي أن تصبح غاضبا في المقام الأول، هو تذكر أخطاء الغضب الكثيرة مرارا وتكرارا. وينبغي للمرء أن يتجنب أن يكون مشغولا جدا أو يتجنب التعامل مع الأشخاص المثيرين للغضب. وينبغي تجنب الجوع والعطش غير اللازمين والاستماع للموسيقى الهادئة. وللحد من كونك غاضبا، فقد أقترح سينيكا أنه "أن يتحقق الشخص من الكلام والدوافع، وتكون على علم بالمصادر المحددة للتهيج الشخصي.و في التعامل مع الناس الآخرين، فلا ينبغي لنا أن نكون فضوليين: فهو ليس دائما مريحا أن نسمع ونرى كل شيء. وعندما يقوم شخص ما بالاستخفاف بك، فيجب أن تكون في البداية مترددا في تصديق ذلك، ويجب أن تنتظر لسماع القصة كاملة. كما يجب عليك أن تضع نفسك في مكان الشخص الآخر، في محاولة لفهم دوافعه وأية عوامل مخففة، مثل السن أو المرض. وينصح سينيكا بمحاكمة النفس اليومية عن واحدة من عادات الشخص السيئة. وللتعامل مع غضب الآخرين، يقترح سينيكا بأن أفضل رد فعل هو مجرد الحفاظ على الهدوء. ويقول سينيكا، أن هناك نوع معين من الخداع، وأمر أمر ضروري في التعامل مع الناس الغاضبين.
وقد كرر جالينوس نقاط سينيكا ولكنه أضاف نقطة واحدة جديدة وهي: العثور على دليل أو معلم يمكن أن يساعد الشخص في السيطرة على عواطفه. وقد أعطى جالينوس أيضا بعض التلميحات لإيجاد المعلم الجيد. وكلا من سينيكا وجالينوس (والفلاسفة التاليين) وافقوا على أن عملية السيطرة على الغضب ينبغي أن تبدأ في مرحلة الطفولة على أساس قابلية التطويع. وحذر سينيكا من أن هذا التعليم لا ينبغي أن يخفف من حدة روح الأطفال ولا ينبغي أن يكون لإذلالهم أو التعامل معهم بشدة. وفي الوقت نفسه، لا ينبغي أن يدللوا. ويقول سينيكا، أن الأطفال يجب أن يتعلموا عدم ضرب رفقائهم في اللعب وألا يغضبوا معهم. وينصح أيضا سينيكا بأن طلبات الأطفال لا ينبغي أن نمنحها لهم عندما يكونوا غاضبين.

### العصور الوسطى
أعتبر موسى بن ميمون أن المشاعر التي لا يمكن السيطرة عليها على أنها نوع من المرض. ومثل جالينوس، فقد اقترح موسى بن ميمون أن تسعى إلى فيلسوف لعلاج هذا المرض مثلما يسعى المرء إلى طبيب لعلاج الأمراض الجسدية. وروجر بيكون قد فصل نصائح سينيكا. كثير من الكتاب في العصور الوسطى ناقشوا باستفاضة شرور الغضب وفضائل الاعتدال. جون ميرك طلب من الرجال أن «يفكر مليا كيف أن الملائكة تهرب قبله والشياطين تجرى نحوه لحرقه بنار جهنم». وفي القانون في الطب، فان ابن سينا (افى سينا) قد عدل نظرية المزاج وجادل بأن الغضب ينذر بالانتقال من الاكتئاب النفسى إلى الهوس، وأوضح أن نسبة الرطوبة داخل الرأس يمكن أن تسهم في مثل هذه الاضطرابات المزاجية.
ومن ناحية أخرى، فان أحمد بن سهل البلخي قد صنف الغضب (جنبا إلى جنب مع العدوان)) كنوع من العصاب، في حين أن الغزالي (Algazel) قد جادل بأن الغضب يأخذ شكل الثورة والسخط، والأنتقام وبأن " قوى الروح تصبح متوازنة إذا ظل الغضب تحت السيطرة.

### العصر الحديث
وفقا ل ر.نوفاكو، فان الغضب هو رد فعل عاطفي على الاستفزاز. وقد عرف ر. نوفاكو ثلاث طرائق من الغضب: تقييم (المعرفية)، التظاهر
- الجسدي (التوتر والثورات) وسلوكية (الانسحاب والخصومة). هناك العديد من الخطوات التي تم بحثها في محاولة للتعامل مع هذه المشاعر. ويقترح نوفاكو أنه من أجل التحكم في الغضب فان المشاكل التي أصبحت طرفا في الغضب ينبغي أن تناقش. و المواقف المؤدية إلى الغضب ينبغي أن يتم استكشافها من قبل الشخص. وبعد ذلك فان الشخص يحاول أن يتخيل راحته من تجربته أو تجربتها الحديثة للغضب.[11][40]

العلاجات الحديثة للغضب تشمل إعادة هيكلة الأفكار والمعتقدات من أجل إحداث تخفيض سببي في الغضب. وهذه العلاجات غالبا ما تأتي ضمن مدارس (CBT) أو (العلاج السلوكي المعرفي) على غرار النظم الحديثة مثل REBT(علاج السلوك المنطقى الأنفعالى). و يظهر البحث أن الأشخاص الذين يعانون من الغضب المفرط في كثير من الأحيان يلجأون ويتصرفون غلى نحو اختلال وظيفى في الأسناد، الافتراضات والتقييمات في المواقف الخاصة.فقد تبين أنه مع العلاج عن طريق مهني مدرب، يمكن للأفراد الوصول بغضبهم إلى مستويات أكثر قابلية للضبط. والعلاج يتبع بما يسمى ب " الضغط التطعيمى " والذي يتم تدريس العملاء فيه "مهارات الاسترخاء في السيطرة على الاستثارة ومختلف الضوابط الأدراكية لممارستها على انتباههم، والأفكار، والصور، والمشاعر. وتدرس لرؤية الاستفزاز والغضب نفسه كما يحدث في سلسلة من المراحل، كل واحدة منها يمكن التعامل معها.

#### القمع
في حين أن الفلاسفة في وقت مبكر لم يهتموا بالآثار الضارة المحتملة لقمع الغضب وعلماء النفس الحديث يشيرون إلى أن قمع الغضب قد يكون له آثار ضارة. فان الغضب المكبوت قد يجد منفذا آخر، مثل الأعراض الجسدية، أو يصبح أكثر تطرفا. واستشهد جون ووكر. فيرو ب أعمال شغب لوس أنجليس في عام 1992 كمثال مفاجئ وانفجاري لتحرير الغضب المقموع. وكان الغضب وقتها يحل مكان العنف ضد أولئك الذين لا علاقة لهم بالمسألة. ويقول فيرو مثال آخر لانحراف الغضب واسع النطاق عن السبب الفعلي له نحو كبش فداء، وهو كان إلقاء اللوم على اليهود للعلل الاقتصادية لألمانيا من قبلالنازية.

## كإستراتيجية
كما هو الحال مع أي انفعال، فان عرض الغضب يمكن أن يكون مصطنع أو مبالغا فيه. الدراسات التي أجراها Hochschild وساتون أظهرت أن التعبير عن الغضب من المرجح أن يكون إستراتيجية تفاعل مؤثر من أجل تغيير المواقف والنوايا. والغضب هو إستراتيجية متميزة من التأثير الاجتماعي واستخدامه (أي السلوكيات العدوانية) بوصفه آلية لتحقيق الهدف قد ثبت أنها إستراتيجية ناجحة.
تايدنز، والمعروفة لدراستها عن الغضب، قد ادعت أن التعبير عن المشاعر من شأنه أن يحدث تأثيرا قويا ليس فقط على ادراك المعبر ولكن أيضا على أن موقف القوة الخاص به في المجتمع.و قد درست العلاقة بين التعبير عن الغضب وفهم التأثيرات الاجتماعية.الباحثون السابقين، مثل كيتنغ، 1985 وجدوا أن الناس أصحاب الوجوه الغاضبة كانت تفهم على أنها قوية وكما لو أنها فيمكانة اجتماعية مرموقة. وبالمثل، فان تايدنز وآخرون. قد كشفوا ان الاشخاص الذين يكتبون السيناريوهات التي تنطوي على غضب وحزن، فقد أسهموا في زيادة خاصية الغضب في الحالة الاجتماعية. واختبرت تايدينز في دراستها ما إذا كان التعبير عن الغضب يتيح حالة الإسناد. وبعبارة أخرى، إذا كان الغضب يساهم في ادراك أو إضفاء الشرعية على سلوكيات الآخرين. والنتائج التي توصلت إليها تشير بوضوح إلى أن المشاركين الذين تعرضوا لإما غاضب أو شخص حزين كانت تميل إلى التعبير عن دعمهم للشخص الغاضب عن الشخص الحزين. بالإضافة إلى ذلك، فقد وجد أن السبب لهذا القرار ينبع من حقيقة أن الشخص الذي يعبر عن الغضب كان ينظر إليه على أنه صاحب قدرة، ويرمز ل حالة اجتماعية معينة تبعا لذلك.
التعبير عن الغضب من خلال التفاوض من المحتمل أن يزيد من قدرة المعبر إلى النجاح في التفاوض.وأظهرت دراسة أجرتها تايدينز وآخرون. إلى أن المعبرين عن الغضب كان ينظر إليهم على أنهم شخصيات عنيدة، قوية ومهيمنة. وبالإضافة إلى ذلك، فقد وجد أن الناس الذين يميلون إلى الاستسلام بسهولة لأولئك الذين أدركوا عن طريقهم القوة والعند. واستنادا إلى هذه النتائج فان سيناسير ووتايدينز قد وجدوا أن شخصا أقروا أكثر للجانب الغاضب بدلا من الجانب الغير غاضب.
والسؤال الذي طرحه فان كليف وآخرون. استنادا إلى هذه النتائج هو ما إذا كان التعبير عن المشاعر يؤثر على الآخرين، حيث أنه من المعروف أن الناس يستخدمون المعلومات العاطفية لاستنتاج حدود الآخرين وتوفيق احتياجاتهم في التفاوض تبعا لذلك. فان كليف وآخرون. أرادوا استكشاف ما إذا كان الناس يستسلموا أكثر لخصم غاضب أو لخصم سعيد.و قد أظهرت النتائج أن المشاركين يميلون إلى أن يكونون أكثر مرونة تجاه الخصم الغاضب بالمقارنة مع السعيد. وهذه النتائج تعزز الحجة القائلة بأن المشاركين يحللون عاطفة الخصم من أجل استنتاج ما هي حدودهم وتنفيذ قراراتهم وفقا لذلك.

## النموذج مزدوج الحدود
التعبير عن الغضب قد يكون له نتائج سلبية على الأفراد والمنظمات أيضا، مثل انخفاض الإنتاجية وزيادة التوتر المهني، ولكن من الممكن أيضا أن يكون له نتائج إيجابية، مثل زيادة الحافز في العمل، وتحسين العلاقات، وزيادة التفاهم المتبادل وغير ذلك (for ex.Tiedens، 2000 والنموذج مزدوج اسلحدود للغضب في المنظمة عن طريق غيدس وكاليستلر، (2007) قدم شرحا عن حصيلة تكافؤ التعبير عن الغضب. وهذا النموذج يشير إلى أن قواعد تنظيمية تؤسس حدود العاطفة التي قد تكون تم تجاوزها عندما يشعر الموظفين بالغضب. وأول «حد للتعبير» تم تجاوزه عندما نقل عضو تنظيمي شعور الغضب للأفراد في العمل الذين يرتبطون أو قادرين على معالجة هذه المواقف المثيرة للغضب. والثاني «الحد الغير لائق» يتم تجاوزه لو أو عندما يتمادى الأعضاء التنظيميين في التعبير عن الغضب حيث أن الملاحظين أشخاص الشركة الآخرين قد وجدوا أن أفعالهم اجتماعيا و/ أو ثقافيا غير مناسبة. الاحتمالات العالية للنتائج سلبية من الغضب في مكان العمل من المرجح أن تحدث في أي من الحالتين. الأول هو عندما يقمع الأعضاء التنظيمين الغضب بدلا من التعبير عنه، فشلوا في اجتياز «حدالتعبير». وفي هذا المثال الأفراد الذين قد تكون قادرة على معالجة أو حل الحالات المثيرة للغضب أو الحدث الذي لا يزال غير واعى للمشكلة، مما يسمح له بالاستمرار، جنبا إلى جنب مع الأفراد المتضررين من الغضب. والثاني هو عندما يتجاوز أعضاء المنظمة الحدين الأثنين - «التجاوز الثنائى»- عارضا للغضب الذي ينظر إليه على أنه انحراف. في مثل هذه الحالات فان الشخص الغاضب ينظر إليه على أنه مشكلة- ويزيد من فرص العقوبات التنظيمية ضده أو ضدها في حين أن تحويل الانتباه بعيدا عن الغضب الأولي المثير للحادث. وفي المقابل، هناك احتمال أكبر لتحقيق نتائج إيجابية في التعبير عن الغضب في مكان العمل من المحتمل أن يحدث عندما يكون أحد من عبروا عن غضبهم يبقى في المسافة بين التعبير والحد غير اللائق. هنا، فان الفرد الذي يعبر عن الغضب بطريقة يجدها زملائه أعضاء المنظمة طريقة مقبولة، مما دفع التبادلات والمناقشات التي يمكن أن تساعد في حل الشواغل على نحو يرضي جميع الأطراف المعنية. وهذه المساحة بين الحدود تتفاوت بين مختلف المنظمات، وأيضا يمكن أن تتغير في المنظمة نفسها: عندما يكون التغيير موجها لدعم التعبير عن الغضب - فان المسافة بين الحدود سيتم توسيعها وعندما يكون التغيير موجها إلى قمع مثل هذا التعبير -فان الحيز سوف يتم تقليله.

## مزيد من القراءة
مقالات أكاديمية
- الآثار الشخصية للغضب والسعادة في المفاوضات
- التحكم في الغضب -- قبل أن يتحكم فيك
- الغضب والتقدم مقابل الحزن والقهر: تأثير التعبير عن المشاعر السلبية منح المركز الاجتماعى
- الحصول على الجنون وحتى الحصول على أكثر من هذا: لماذا ومتى التعبير عن الغضب يكون فعالا في المفاوضات
- إدارة العواطف في مكان العمل